# تپه اسفین یا امامزاده
تپه اسفین یا امامزاده مربوط به سده‌های میانه دوران‌های تاریخی پس از اسلام است و در شهرستان تفرش، بخش فراهان، دهستان فرمهین، روستای اسفین واقع شده و این اثر در تاریخ ۲۸ شهریور ۱۳۸۶ با شمارهٔ ثبت ۱۹۶۸۹ به‌عنوان یکی از آثار ملی ایران به ثبت رسیده است.